# Лайамон
Ла́йамон (англ. Layamon (или Laȝamon, если использовать архаичную букву йоуг), или Юрист (Lawman) — поэт начала XIII века, автор «Брута», ставшего первым англоязычным произведением из цикла об Артуре и Рыцарях Круглого стола.